# Avi Toledano
Avi Toledano (Avraham Toledano) (în ebraică:אבי טולדנו, născut la 4 aprilie 1948 la Meknes, Maroc) este un cântăreț israelian de muzică ușoară, cantautor, compozitor și aranjor muzical,evreu originar din Maroc. 

## Biografie

### Copilărie și tinerețe
Toledano s-a născut în anul 1948 la Meknes în Maroc într-o familie de evrei sefarzi.  
La 14 ani a intrat în mișcarea de tineret sionist socialist Hashomer Hatzair , iar după doi ani, în 1965 a hotărât împreună cu prietenii săi din organizație să emigreze în Israel.   
În drum spre Israel ei au sejurnat într-o tabără de tineret a Agenției Evreiești în Marsilia în Franța, apoi ajungând în Israel, s-au așezat în kibuțul Ruhama.  
Din copilărie fiind dotat muzical, a devenit cunoscut în Israel prin participarea să la emisiunile radiofonice „Tesuot rishonot”, cărora le-a trimis cântece pe care le-a scris și le-a compus.   
Compozitorul Moshe Vilenski l-a invitat pe Toledano să cânte la radio șlagărul pe care îl compusese, „Zohi Yafo” (Aceasta e Jaffa) pe text de Yossi Gamzu, și care fusese inclus ca ilustrație la un film documentar despre Jaffa.Cântecul a avut un mare ecou la public și a fost primul succes muzical al lui Toledano, încă înainte de a fi recrutat în armată.  
Serviciul militar l-a făcut în cadrul ansamblului de muzică și divertisment al trupelor blindate, unde a participat alături de tineri artiști debutanți ca Tiki Dayan și Dalia Cohen la montajele muzicale „Shishá yamim betank” (Șase zile în tanc) , „Pashut shiryoner” (Pur și simplu tanchist). Ca solist s-a distins prin cântecele Ahi hatzair Yehuda, (Fratele meu mai mic Yehuda) Shelo leehov  eikh efshar ( Cum poți să nu iubești?), Mishehalam (Cine a visat)  și Shiryonim 69 (Blindate 69)

### Cariera muzicală
În anul 1968 în cadrul Topului șlagărelor israeliene  Toledano a fost cel dintâi solist israelian proclamat  „Cântărețul anului” de către canalele de radio israeliene. Alegerea aceasta s-a repetat în mai multe rânduri, ca de pildă în 1969 cu ocazia celui dintâi clasament al soliștilor și al cântecelor ebraice. A mai fost ales și în anul următor.
Pe parcursul anilor, a fost declarat și creator al șlagărului anului (în topul radiodifuziunii israeliene și al stației de radio a armatei Galey Tzahal) - de exemplu.  cântecul „Hay (Trăiesc), cu care Ofra Haza s-a clasat pe locul doi la Eurovision (1983) .La Eurovision a ocupat locul al doilea și cântecul „Hora”.
I s-a decernat și Premiul Kinor David  (Lira lui David) în calitatea de cântărețul anului.
A făcut turneuri numeroase prin lume, cântând la Olympia la Paris, în Madison Square Garden la New York, și la Festivalul de cântece de la Tokyo.
A înregistrat discuri și în Japonia, Spania, Franța și Germania.   În 1995-1996 a efectuat un lung turneu în Statele Unite și Canada. 
A apărut în recitaluri cu cântecele lui Charles Aznavour (La Bohème) și ale lui Hanoch Levin, în programul Buletinul de identitate, bazat pe detalii din biografia sa.
Numeroase melodii ale sale au devenit clasice în istoria a ceea ce se numește zemer ivri - „cântecul ebraic”:
- Zohi Yafo - Aceasta e Jaffa
- Baderekh hazara - Pe drumul de întoarcere  (muzica: Nurit Hirsh, aranjament:David Krivoshey, text:Ehud Manor
- Shelo leehov otakh - Să nu te iubesc
- Ma hashuv hayom? - Ce e important astăzi? (muzica: Avi Toledano, aranjament muzical: Arie Gur, text de Uzi Hitman) - 1980
- Kol hayay - Toată viața - 1980
- Tirkedi et halayla  - Dansează-ți noaptea
- Im redet hayom -  La căderea serii
- Làma kakha? - De ce așa?
- Hag Yovel - Jubileu
- Yedidi Tintin - Amicul meu Tintin

## Discografia
22 discuri
- 1968 - Avi Toledano cu David Krivoshey și orchestra
- 1969 - Avi
- 1970 -  Meitav hashirim shel Avi Toeldano  - Cele mai bune cântece
- 1970 -  Began arpili  - Într-o gradină cețoasă
- 1970 - Beshirey amim - Cântece ale popoarelor
- 1974 - Stam ben adam - Om și atâta tot
- 1976 - Zirat hayay - Arena vieții mele
- 1977 - Hashirim hayafim - Cântece frumoase
- 1978 -  La Bohème
- 1981 -  Tzela   - Coastă
- 1983 - Teudat zehut  -  Buletin de identitate
- 1984 - Ani rak over  -  Sunt doar în trecere
- 1986 - Tirkedi et halayla - Dansează-ți noaptea
- 1988 - Victor
- 1990 - Shar Hanokh Levin  - Cântând Hanoch Levin
- 1992 -  Marocker
- 1993 - Kol shiray (colecție) - Vocea cântecelor mele
- 1998 -  Kol hayay - (colecție dublă) - Toată viața mea
- 1998 - Lehitey zahav - Hituri de aur  (colecție dublă) -
- 2002 - Pirhey Hazman - Florile timpului
- 2005 - Beragua - Liniștit
- At ani vehu - Tu, eu și el
- 2014  - Eyrom -  Gol -

## Legături  externe
- pe saitul de film IMDb

- lista discografică
- Ma hashuv hayom, ma? pe canalul youtube